# Ritchie Torres
Ritchie John Torres (sinh ngày 12 tháng 3 năm 1988) là một chính khách người Mỹ đến từ New York. Một thành viên Đảng Dân chủ, Torres là Nghị sĩ Đảng Dân chủ của Hạ viện Hoa Kỳ được bầu cho khu vực quốc hội số 15 của New York.
Trước đây, Torres từng là Ủy viên Hội đồng Thành phố New York cho khu vực 15 được bầu vào năm 2013. Torres là ứng cử viên đồng tính công khai đầu tiên được bầu vào văn phòng lập pháp ở Bronx, và là thành viên trẻ nhất của hội đồng thành phố. Ông từng là chủ tịch Ủy ban Nhà ở Công cộng, và là phó lãnh đạo đa số. Với tư cách là chủ tịch Ủy ban Giám sát và Điều tra, ông tập trung vào các khoản cho vay săn bằng huy chương taxi và Chương trình Chuyển giao Bên thứ ba của thành phố. Năm 2016, Torres là đại biểu cho chiến dịch Bernie Sanders
Vào tháng 7 năm 2019, Torres tuyên bố tranh cử vào Khu vực quốc hội số 15 của New York, để kế nhiệm Dân biểu José E. Serrano. Khu vực 15 là một trong những khu vực quốc hội nghiêng về đảng Dân chủ nhất trong cả nước. Torres đã thắng trong cuộc tổng tuyển cử tháng 11 năm 2020 và nhậm chức vào ngày 3 tháng 1 năm 2021.  Điều này khiến ông và Mondaire Jones trở thành những người da đen đồng tính công khai đầu tiên được bầu vào Quốc hội. Điều này cũng khiến Torres trở thành người đồng tính Afro Latino đầu tiên được bầu vào Quốc hội.

## Đầu đời và giáo dục
Torres là người Afro-Latino; bố ông đến từ Puerto Rico và mẹ ông là người Mỹ gốc Phi. Ông được mẹ nuôi dưỡng trong Throggs Neck Houses, một dự án nhà ở công cộng ở khu phố Throggs Neck của East Bronx, nơi ông thường xuyên phải nhập viện vì bệnh hen suyễn do nấm mốc phát triển trong căn hộ của họ. Ông cho biết, lớn lên kinh tế khó khăn trong "điều kiện ổ chuột", "tôi được nuôi dưỡng bởi một người mẹ đơn thân, người phải nuôi ba đứa con với mức lương tối thiểu và tôi sống trong điều kiện ẩm mốc và sâu bọ, chì và dột." Mẹ ông đã nuôi nấng ông, anh trai sinh đôi của ông và chị gái của họ. Ông đã rất buồn vì Trump Golf Links được thành phố trợ cấp trị giá 269 triệu đô la được xây dựng "bên kia đường" ở Công viên Ferry Point, thay vì nhà ở cho những người New York đang gặp khó khăn; khóa học được xây dựng trên một bãi rác, mất mười bốn năm để phát triển và mở cửa vào năm 2015. Sau đó ông thề sẽ chiến đấu vì hạnh phúc của họ. Ở trường trung học cơ sở, ông công khai mình là người đồng tính nhưng không sợ hãi vì bạo lực kỳ thị đồng tính.
Ông theo học tại trường trung học Herbert H. Lehman, phục vụ trong lớp khai giảng của Chương trình Lãnh đạo Khám phá Coro New York, và sau đó làm thực tập tại văn phòng của Thị trưởng và Bộ trưởng Tư pháp. Ông xuất hiện khi là sinh viên năm hai "trong một diễn đàn toàn trường về bình đẳng hôn nhân".
Torres đăng ký học tại Đại học New York, nhưng đã bỏ học vào đầu năm thứ hai của mình, vì ông bị trầm cảm nặng. Ông đấu tranh với ý nghĩ tự tử dựa trên tính dục của mình. Khi hồi phục, Torres tiếp tục làm việc cho thành viên hội đồng James Vacca, cuối cùng trở thành giám đốc nhà ở của Vacca. Với vai trò đó, Torres đã tiến hành kiểm tra địa điểm và ghi chép các điều kiện, đảm bảo các vấn đề nhà ở nghiêm trọng được giải quyết kịp thời và đầy đủ.